# مات د هوپل
مات د هوپل (انگلیسی: Mott the Hoople) گروه موسیقی راک انگلیسی بود که در هرفوردشر انگلستان تشکیل شد. این گروه که در ابتدا با نام داک تامس گروپ شناخته می‌شد، پس از بستن قرارداد با آیلند رکوردز در سال ۱۹۶۹ نام خود را تغییر داد. این گروه در اوایل دهه ۱۹۷۰ آلبوم‌هایی منتشر کرد اما نتوانست به موفقیت تجاری دست یابد. در آستانه فروپاشی، دیوید بویی گروه را تشویق کرد تا با هم بمانند. بویی ترانهٔ گلم راک «تمام رفقای جوان» را برای آن‌ها نوشت که در سال ۱۹۷۲ برایشان موفقیت تجاری خوبی را به همراه داشت. بویی پس از آن آلبومی به همین نام را برای آنها تهیه‌کنندگی کرد که باعث تداوم موفقیت آن‌ها شد.
با وجود تغییرات پرسنلی، گروه با موت (۱۹۷۳) و هوپل (۱۹۷۴) موفقیت تجاری بیشتری کسب کرد. ایان هانتر، خوانندهٔ اصلی، گروه را در سال ۱۹۷۴ ترک کرد و پس از آن وضعیت تجاری گروه شروع به کاهش کرد. آنها تا زمان فروپاشی خود در سال ۱۹۸۰ با تغییرات مستمر پرسنلی در کنار هم باقی ماندند. این گروه در سال‌های ۲۰۰۹، ۲۰۱۳، ۲۰۱۸ و ۲۰۱۹ گردهمایی مجدد داشته‌اند.